# Європейська спільнота з вугілля та сталі
Європейська спільнота з вугілля та сталі, або Європейське співтовариство по вугіллю та сталі (англ. European Coal and Steel Community, ECSC, також Європейське об'єднання вугілля і сталі) — міжнародна державно-монополістична організація, що об'єднувала кам'яновугільну, залізорудну і металургійну промисловість 10 країн Європейської економічної спільноти (ЄЕС).
Ідея створити наднаціональний орган керування промисловістю, що б економічно зв'язав потенційних суперників, належала Жану Моне, а вперше офіційно озвучив її міністр закордонних справ Франції Робер Шуман (див. також «Декларація Шумана»).
Спільноту створили 1951 р. згідно з Паризьким договором на 50 років Бельгія, Західна Німеччина, Італія, Люксембург, Нідерланди та Франція, щоб об'єднати вугільні та сталеливарні ресурси країн-членів і запобігти в такий спосіб новій війні в Європі. Своєю метою проголошено сприяння економічному розвитку країн-членів через утворення спільного ринку для вугільної і металургійної промисловості. Створення ЄСВС було результат структурних зсувів, що відбулися в економіці капіталістичних країн Європи після 2-ї світової війни 1939-45 рр., що вплинуло безпосереднім чином на характер об'єднання.
Спільнота контролювала майже все видобування кам'яного вугілля, понад 80 % виробництва чавуну та сталі і близько 50 % видобування залізної руди в Західній Європі. Штаб-квартира спільноти була в Брюсселі.
ЄСВС контролювали чотири установи: Вищий орган, що складався з незалежних осіб, Загальну асамблею, що складалася з  парламентарів країн-членів, Спеціальну раду, що складалася з міністрів, і Суд. Зрештою, вони сформувалися в сьогоднішні Європейську комісію, Європейський парламент, Раду Європейського Союзу та Європейський Суд.
Європейська спільнота з вугілля та сталі перестала існувати 23 липня 2002 року, коли втратив чинність відповідний договір (див. Паризький договір).

## Історія
Як прем'єр-міністр і міністр закордонних справ Шуман зіграв важливу роль у відверненні французької політики від голлістської мети постійної окупації або контролю над частинами німецької території, такими як Рур або Саар. Незважаючи на жорстку ультранаціоналістичну, голлістську та комуністичну опозицію, французька асамблея проголосувала низку резолюцій на користь його нової політики інтеграції Німеччини до спільноти. Внаслідок цього змінився Міжнародний орган для Руру.

### Декларація Шумана
Декларація Шумана мала задекларовану мету запобігти подальшому антагонізму між Францією та Німеччиною та між іншими європейськими державами шляхом подолання першопричини війни.[відсутнє в джерелі] Шуман запропонував утворення ЄСВС, перш за все, маючи на увазі Францію та Німеччину: Об’єднання європейських націй вимагає ліквідації одвічної опозиції Франції та Німеччини. Будь-які дії повинні в першу чергу стосуватися цих двох країн». Представляючи вугільну та сталеливарну промисловість як невід’ємну частину виробництва боєприпасів, Шуман запропонував, що об’єднання цих двох галузей у Франції та Німеччині в рамках інноваційної наднаціональної системи (до якої також входило європейське антикартельне агентство) «поведе війну між Францією та Німеччиною [ ...] не тільки немислимим, а й матеріально неможливим».

### Перемовини
Після Декларації Шумана в травні 1950 р. 20 червня 1950 р. почалися переговори про те, що стало Паризьким договором (1951 р.). Метою договору було створення єдиного ринку вугільної та сталеливарної промисловості держав-членів. Митні збори, субсидії, дискримінаційна та обмежувальна практика – усе це було скасовано. Єдиний ринок повинен був контролюватись Вищим органом влади з повноваженнями справлятися з надзвичайною нестачею попиту чи пропозиції, сплачувати податки та готувати прогнози виробництва як орієнтири для інвестицій.
Ключовим питанням у переговорах щодо договору був розпад надмірної концентрації вугільної та сталеливарної промисловости Руру, де Konzerne, або трести, лежали в основі військової могутности колишнього рейху.351 Німці вважали концентрація вугілля і сталі як одна з основ їх економічної ефективности, і право. Сталеві барони були грізним лобі, оскільки вони втілювали національну традицію.
США офіційно не брали участь у переговорах щодо договору, але вони були основною силою за лаштунками. Верховний комісар США з питань окупованої Німеччини Джон Макклой був прихильником декартелізації, а його головним радником у Німеччині був Гарвардський антимонопольний адвокат Роберт Боуї. Боуї попросили розробити антимонопольні статті, і тексти двох підготовлених ним статей (про картелі та зловживання монопольною владою) стали основою режиму конкурентної політики договору. Крім того, Реймонд Вернон (пізніше прославився своїми дослідженнями з промислової політики в Гарвардському університеті) передавав під мікроскопом кожен пункт послідовних проєктів договору в надрах Державного департаменту. Він наголосив на важливості свободи проєктованого спільного ринку від обмежувальних практик.
Американці наполягали на тому, що німецька монополія з продажу вугілля, Deutsche Kohle Verkauf (DKV), повинна втратити свою монополію, а металургійна промисловість більше не повинна володіти вугільними шахтами. Було домовлено, що DKV буде розділено на чотири незалежні агентства з продажу. Сталева фірма Vereinigte Stahlwerke мала бути розділена на тринадцять фірм, а Krupp — на дві. Через десять років після переговорів Шумана представник Держдепартаменту США зазначив, що, хоча статті, які були остаточно узгоджені, були більш кваліфікованими, ніж хотілося б американським чиновникам, які брали участь у переговорах, вони були «майже революційними» з точки зору традиційного європейського підходу до цих переговорів.

### Політичний тиск і ратифікація договорів
У Західній Німеччині Карл Арнольд, міністр-президент землі Північний Рейн-Вестфалія, держави, яка включала Рур, що виробляє вугілля та сталь, спочатку був речником німецьких закордонних справ. Він виголосив низку промов і передач про наднаціональну спільноту вугілля та сталі в той самий час, коли Роберт Шуман почав пропонувати цю спільноту в 1948 і 1949 роках. Соціал-демократична партія Німеччини (нім. Sozialdemokratische Partei Deutschlands, SPD), незважаючи на підтримку профспілок та інших соціалістів у Європі, вирішила, що виступатиме проти плану Шумана. Особиста недовіра Курта Шумахера до Франції, капіталізму та Конрада Аденауера в стороні, він стверджував, що зосередженість на інтеграції з «Маленькою Європою шести» переважить головну мету СДПН – возз’єднання Німеччини і, таким чином, розширить можливості ультранаціоналістичних і комуністичних рухів у демократичному світі. країни. Він також вважав, що ЄСВС покінчить з будь-якими надії на націоналізацію металургійної промисловості та закріпить Європу «картелів, священнослужителів і консерваторів». Молодші члени партії, як-от Карло Шмід, були, однак, за Громаду і вказували на тривалу соціалістичну підтримку наднаціональної ідеї.
У Франції Шуман отримав сильну політичну та інтелектуальну підтримку з боку всіх верств нації та багатьох некомуністичних партій. Серед них помітними були колега-міністр Андре Філіп, президент Комітету закордонних справ Едуард Боннефу та колишній прем'єр-міністр Поль Рейно. Проєкти для влади вугілля та сталі та інших наднаціональних спільнот були сформульовані в спеціалізованих підкомісіях Ради Європи в період до того, як це стало політикою французького уряду. Шарль де Голль, який тоді був поза владою, був одним із перших прихильників «зв’язків» між економіками на французьких умовах і в 1945 році говорив про «Європейську конфедерацію», яка буде використовувати ресурси Руру. Однак він виступав проти ЄСВС як фальшивого (помилкового) об’єднання («le pool, ce faux semblant»), оскільки вважав його незадовільним «подрібненим підходом» до європейської єдности і тому, що вважав французький уряд «занадто слабким», щоб домінувати над ECSC, як він вважав належним. Де Голль також вважав, що ЄСВС має недостатні наднаціональні повноваження, оскільки Асамблея не була ратифікована на європейському референдумі, і він не прийняв твердження Раймона Арона про те, що ЄСВС мав на меті рух від домінування Сполучених Штатів. Отже, де Голль і його послідовники в РПФ проголосували проти ратифікації в нижній палаті французького парламенту.
Незважаючи на ці напади та напади з боку крайніх лівих, ЄСВС знайшла значну підтримку суспільства. Він отримав велику більшість голосів у всіх одинадцяти палатах парламентів шести, а також схвалення асоціацій та європейської громадської думки. У 1950 році багато хто думав, що нова війна неминуча. Проте інтереси сталі та вугілля були досить гучними у своїй опозиції. Рада Європи, створена за пропозицією першого уряду Шумана в травні 1948 року, допомогла сформулювати європейську громадську думку та позитивно підтримала ідею Співтовариства.
Прем'єр-міністр Великої Британії Клемент Еттлі виступив проти приєднання Сполученого Королівства до запропонованого Європейського співтовариства вугілля та сталі, заявивши, що «не погодиться передати економіку Сполученого Королівства владі, яка є абсолютно недемократичною і ні перед ким не відповідає».

### Договір

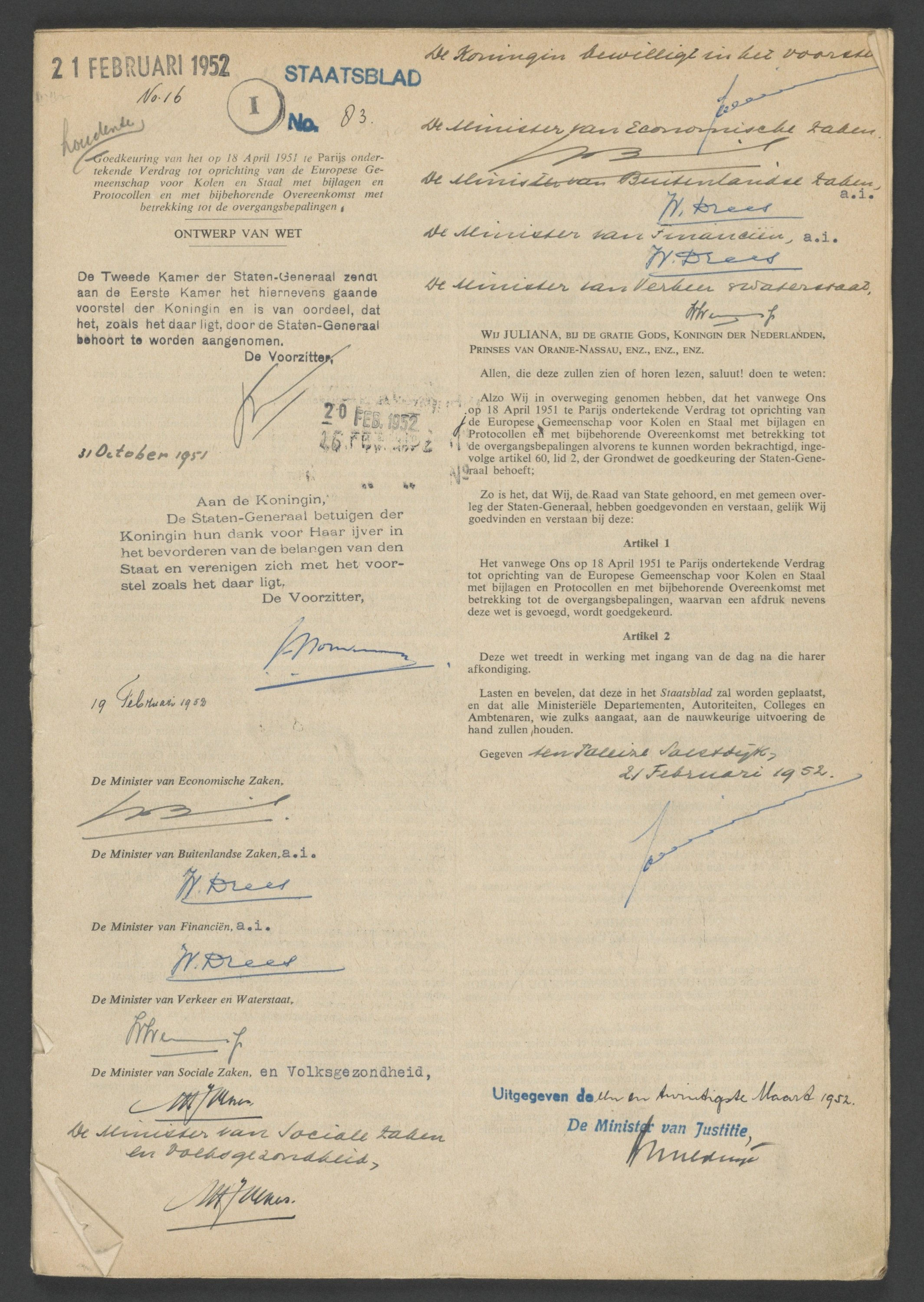

Паризький договір із 100 статей, який створив ЄСВС, був підписаний 18 квітня 1951 р. «внутрішньою шісткою»: Францією, Західною Німеччиною, Італією, Бельгією, Нідерландами та Люксембургом. ЄСВС базувався на наднаціональних принципах і мав на меті створення спільного ринку вугілля та сталі для розширення економіки, збільшення зайнятости та підвищення рівня життя в Співтоваристві. Ринок також мав на меті поступово раціоналізувати розподіл виробництва, водночас забезпечуючи стабільність і зайнятість. Спільний ринок вугілля було відкрито 10 лютого 1953 року, а сталі – 1 травня 1953 року. Після набуття чинности ЄСВС замінив Міжнародний орган для Руру.
11 серпня 1952 року Сполучені Штати були першим членом, який не є членом ЄСВС, який визнав Співтовариство, і заявили, що тепер будуть мати справу з ЄСВС з питань вугілля та сталі, створивши свою делегацію в Брюсселі. У відповідь Моне вибрав Вашингтон, округ Колумбія, місцем першої зовнішньої присутности ЄСВС. Перший бюлетень делегації мав заголовок «На шляху до федерального уряду Європи».
Через шість років після Паризького договору шістьма членами ЄСВС підписали Римські угоди, створивши Європейське економічне співтовариство (ЄЕС) та Європейське співтовариство з атомної енергії (ЄАЕС або Євратом). Ці Спільноти були засновані, з деякими корективами, на ЄВС. Римські договори мали діяти безстроково, на відміну від Паризького договору, термін дії якого закінчився через п’ятдесят років. Ці дві нові спільноти працювали над створенням митного союзу та ядерної енергетичної спільноти відповідно.

### Злиття та закінчення терміну дії
Незважаючи на те, що вони були окремими юридичними особами, ЄСВС, ЄЕС та Євратом спочатку мали загальну асамблею та Європейський суд, хоча Ради та Вищий орган влади/комісії залишалися окремими. Щоб уникнути дублювання, Договір про злиття об’єднав ці окремі органи ЄСВС і Євратом з ЄЕС. Пізніше ЄЕС стала одним із трьох стовпів сучасного Європейського Союзу.
Паризький договір часто змінювався в міру розвитку та розширення ЄС та ЄС. Оскільки термін дії договору закінчився в 2002 році, на початку 1990-х років почалися дебати щодо того, що з ним робити. Зрештою було вирішено, що його слід залишити до закінчення. Сфери, що охоплюються договором ЄСВС, були передані до Римського договору, а фінансові проблеми та дослідницький фонд ЄСВС вирішувалися згідно з протоколом Ніццького договору. Термін дії договору закінчився 23 липня 2002 року. Того дня прапор ЄСВС був в останній раз біля Європейської комісії в Брюсселі і замінений на прапор ЄС.

## Інституції
Інституціями ЄСВС були Вищий орган влади, Загальна асамблея, Спеціальна рада міністрів і Суд. Поряд з Вищим органом влади було створено Консультативний комітет як п’яту установу, що представляє виробників, робітників, споживачів і торговців (стаття 18). У 1967 році ці установи були об’єднані з установами Європейського співтовариства, за винятком Консультативного комітету, який залишався незалежним до закінчення терміну дії Паризького договору в 2002 році.
У договорі зазначалося, що місце розташування установ вирішуватиметься за спільною згодою членів, але це питання викликало гостру суперечку. Як тимчасовий компроміс, установи були тимчасово розташовані в місті Люксембург, тоді як Асамблея базувалась у Страсбурзі.

### Вищий орган

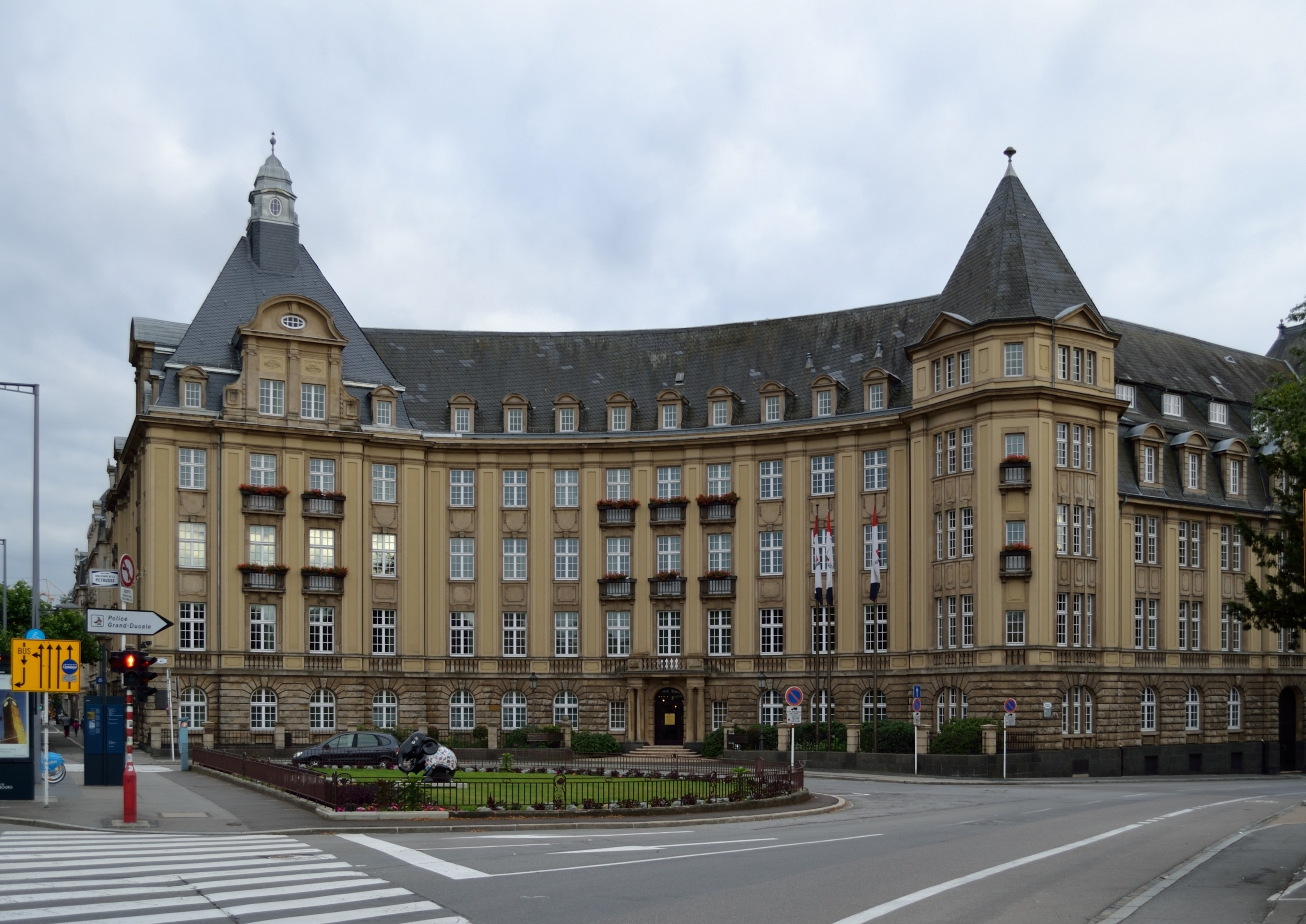
Колишня штаб-квартира вищої влади в Люксембурзі

Вищий орган (попередник Європейської комісії) був виконавчим органом з дев'яти членів, який керував ЄСВС. Влада складалася з дев'яти членів, які обіймали посаду строком на шість років, призначалися урядами шести держав, що підписали. Двоє були з Франції, Німеччини та Італії; і по одному з Бельгії, Люксембургу та Нідерландів. Ці члени призначили між собою особу на посаду голови вищого органу влади.
Незважаючи на те, що вони були призначені за згодою національних урядів, що діють разом, члени повинні були зобов’язатися не представляти свої національні інтереси, а скоріше давали присягу захищати загальні інтереси Співтовариства в цілому. Їхній незалежності сприяло те, що членам було заборонено займатися будь-якою професією за межами Управління або мати будь-які бізнес-інтереси (оплачувані чи неоплачувані) під час їх перебування на посаді та протягом трьох років після того, як вони залишили посаду. Для подальшого забезпечення неупереджености одна третина складу повинна бути поновлена кожні два роки (стаття 10).
Орган мав широку сферу компетенції для забезпечення досягнення цілей договору та безперебійного функціонування спільного ринку. Вища влада могла видавати три типи правових документів: рішення, які були повністю обов'язковими законами; Рекомендації, які мали обов'язкові цілі, але методи були залишені державам-членам; та Висновки, які не мали юридичної сили.
До злиття в 1967 році в органах влади було п'ять президентів, а потім виконував обов'язки президента в останні дні.

### Інші інституції
Загальна асамблея (попередня Європейського парламенту) складалася з 78 представників: по 18 від Франції, Німеччини та Італії; 10 з Бельгії та Нідерландів; і 4 з Люксембургу (стаття 21). Він здійснював наглядові повноваження над Вищим органом виконавчої влади (стаття 20). Представники Загальної Асамблеї мали бути національними депутатами, делегованими їх парламентами щороку до Асамблеї або безпосередньо обраними «загальним голосуванням» (стаття 21), хоча на практиці це було першим, оскільки не було вимог щодо виборів до договорів Рим і без фактичних виборів до 1979 року, оскільки Рим спочатку вимагав узгодження в Раді щодо виборчої системи. Однак, щоб підкреслити, що палата не була традиційною міжнародною організацією, що складається з представників національних урядів, у Паризькому договорі використано термін «представники народів». Деякі сподівалися, що Співтовариство скористається інституціями (Асамблеєю, Судом) Ради Європи, а Протокол Договору про відносини з Радою Європи заохочував зв'язки між асамблеями двох установ. Асамблея ЄСВС була призначена як демократична противага та перевірка Вищому органу влади, щоб порадити, але також мати повноваження звільнити Владу (стаття 24). Першим президентом (як і спікер) був Поль-Анрі Спаак.
Спеціальна рада міністрів (попередниця Ради Європейського Союзу) складалася з представників національних урядів. Президентство обіймало кожен штат протягом трьох місяців, чергуючись між ними в алфавітному порядку. Одним з його ключових аспектів була гармонізація роботи Вищого органу влади та діяльності національних урядів. Рада також мала надати висновки щодо окремих напрямів роботи Вищого органу влади. Питання, що стосуються лише вугілля та сталі, були у винятковій компетенції Вищої влади, і в цих сферах Рада (на відміну від сучасної Ради) могла діяти лише як контроль над Органом. Однак для територій за межами вугілля та сталі потрібна була згода Ради.
Суд ЄС мав забезпечити дотримання права ЄСВС разом із тлумаченням і застосуванням Договору. Суд складався з семи суддів, які призначалися за згодою національних урядів на шість років. Не було жодних вимог щодо того, щоб судді мали певну національність, просто щоб вони були кваліфікованими та щоб їхня незалежність була поза сумнівом. Суду допомагали два генеральні адвокати.
Консультативний комітет (попередник Економічного та соціального комітету) мав від 30 до 51 члена, розподіленого порівну між виробниками, робітниками, споживачами та дилерами вугільної та сталеливарної галузі (стаття 18). Національних квот не було, а договір вимагав від представників європейських асоціацій організовувати власні демократичні процедури. Вони повинні були встановити правила, щоб зробити їх членство повністю представницьким для демократичного організованого громадянського суспільства. Члени призначалися на два роки і не були пов'язані жодним мандатом чи інструкціями організацій, які їх призначали. Комітет мав пленарну асамблею, бюро та президента. Визначення цих членів залишалося в руках Ради. Вищий орган був зобов'язаний консультуватися з Комітетом у певних випадках, коли це було доречно, і тримати його в курсі. Консультативний комітет залишався окремим (незважаючи на злиття інших інституцій) до 2002 року, коли термін дії Договору закінчився, а його обов'язки перейшов на Економічний і соціальний комітет (ESC).

## Досягнення та недоліки
Місія ЄСВС (стаття 2) полягала в тому, щоб «сприяти економічному розширенню, розвитку зайнятости та покращенню рівня життя в країнах-учасницях». У 1970 році в Le Monde Жільбер Матьє стверджував, що Співтовариство мало вплинуло на виробництво вугілля та сталі, на яке більше вплинули глобальні тенденції. З 1952 року нафта, газ та електроенергія стали конкурентами вугілля, тому скорочення кількости видобутого вугілля на 28% мало пов’язане з Паризьким договором. Однак договір спричинив зниження витрат за рахунок скасування дискримінаційних залізничних тарифів, що сприяло торгівлі між членами: торгівля сталлю зросла в десятки разів. Вищий орган також видав 280 кредитів на модернізацію, які допомогли галузі покращити виробництво та зменшити витрати.
Матьє стверджує, що ЄСВС не вдалося досягти кількох фундаментальних цілей Паризького договору. Він стверджує, що «пул» не перешкодив відродженню великих вугільних і сталеливарних груп, таких як Konzerne, які допомогли Адольфу Гітлеру побудувати свою військову машину. Картелі та великі компанії знову виникли, що призвело до очевидного встановлення цін. Крім того, Співтовариство не змогло визначити спільну енергетичну політику. Матьє також стверджує, що ЄСВС не забезпечив вирівнювання оплати праці працівників у галузі. Ці невдачі можна було пояснити надмірними амбіціями за короткий проміжок часу або тим, що цілі були просто політичною позицією, яку можна ігнорувати.
За словами Матьє, найбільші досягнення ЄСВС стосуються питань добробуту. Деякі шахтарі мали надзвичайно погане житло, і протягом 15 років ЄСВС профінансував 112 500 квартир для робітників, сплачуючи 1770 доларів США за квартиру, що дозволило робітникам купити будинок, який вони не могли собі дозволити інакше. ЄСВС також оплатив половину витрат на переведення на роботу тих працівників, які втратили роботу, оскільки вугільні та сталеливарні підприємства почали закриватися. У поєднанні з регіональною допомогою на реконструкцію ЄСВС витратив 150 мільйонів доларів (835 мільйонів франків), створюючи близько 100 000 робочих місць, третину з яких було запропоновано безробітним вугільним і сталеливарним робітникам. Гарантії добробуту, винайдені ЄСВС, були скопійовані і поширені декількома з шести на працівників за межами вугільного та сталеливарного секторів.
Набагато важливішим, ніж створення першої в Європі соціальної та регіональної політики, є те, що ЄСВС запровадила європейський мир. Це включало перший на континенті європейський податок. Це був єдиний податок, збір на виробництво з максимальною ставкою в один відсоток. Враховуючи, що країни Європейського співтовариства зараз переживають найдовший період миру за понад сімдесят років, це було описано як найдешевший податок за мир в історії. Іншої світової війни, або «світового самогубства», як назвав цю загрозу Шуман у 1949 році, вдалося уникнути.